# Gymnocarpos przewalskii
Gymnocarpos przewalskii là loài thực vật có hoa thuộc họ Cẩm chướng. Loài này được Bunge ex Maxim. mô tả khoa học đầu tiên năm 1880.